# Soera De Byzantijnen

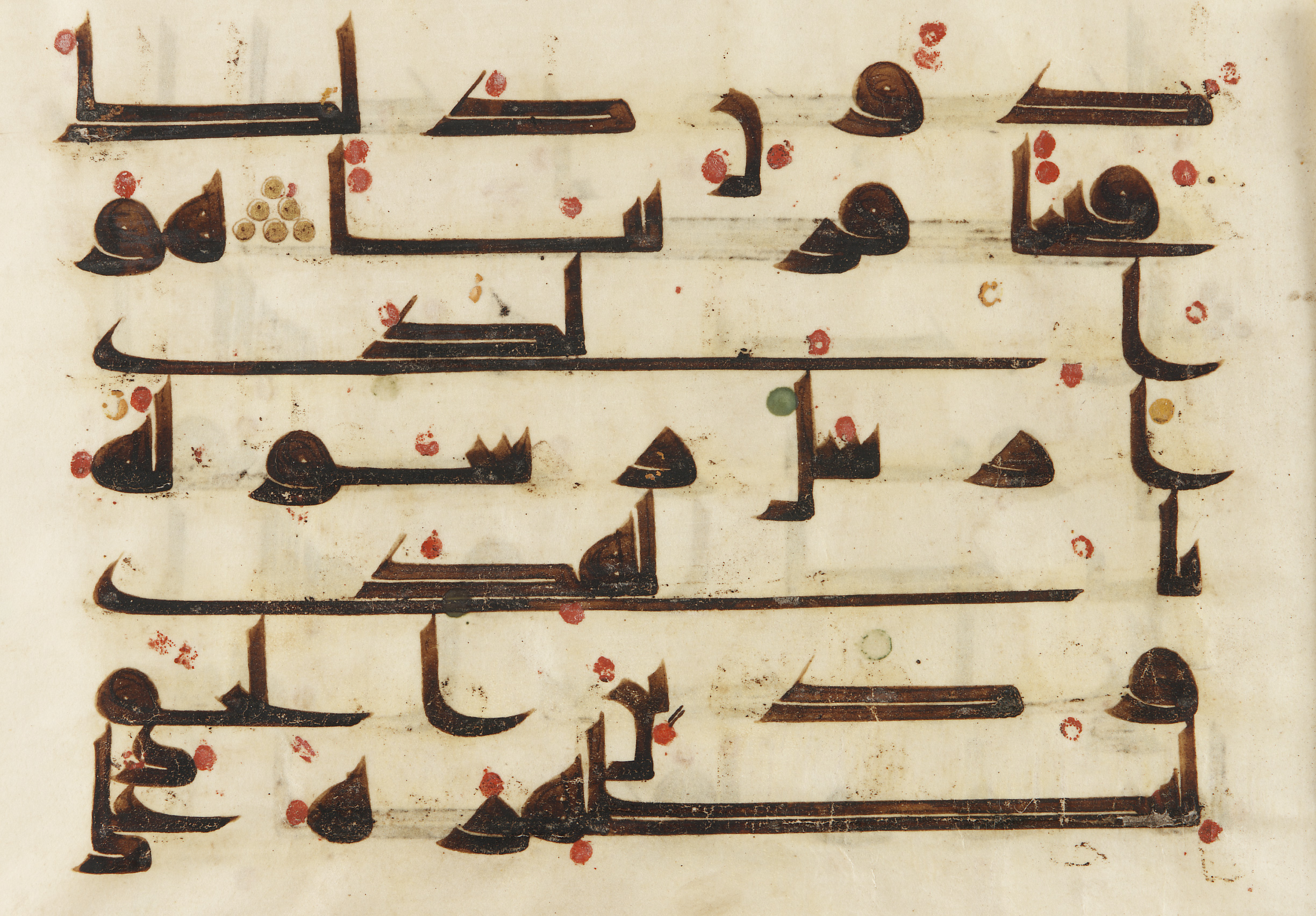
Fragment van soera De Byzantijnen (vers 32 en 33) uit een 8e of 9e-eeuwse Koran, afkomstig uit het Kalifaat van de Abbasiden (Midden-Oosten of Noord-Afrika).

Soera De Byzantijnen is een soera van de Koran.

## Bijzonderheden
Aya 17 zou zijn geopenbaard in Medina. Deze soera geeft als een van de weinige soera's gebeurtenissen aan die buiten Arabië plaatsvonden. De eerste ayat gaan over een nederlaag van de Byzantijnen tegen de Perzen.